# Encyclia argentinensis
Encyclia argentinensis är en orkidéart som först beskrevs av Carlos Luis Spegazzini, och fick sitt nu gällande namn av Frederico Carlos Hoehne. Encyclia argentinensis ingår i släktet Encyclia och familjen orkidéer. Inga underarter finns listade i Catalogue of Life.